# Dinastia nicéfora
A dinastia nicéfora reinou brevemente sobre o Império Bizantino depois da deposição da imperatriz Irene de Atenas entre 802 e 813 e seu nome é uma homenagem ao seu fundador Nicéforo I, o Logóteta. O império estava numa posição de fraqueza como há muito não ficava e suas finanças estavam comprometidas.
Durante este período, o império esteve em conflito contínuo em duas fronteiras diferentes, o que drenou completamente suas finanças e, como muito de seus predecessores, o próprio Nicéforo morreu em campanha contra os búlgaros no norte. Além disso, a influência bizantina continuou a diminuir no ocidente com a coroação de Carlos Magno (r. 800-814) como imperador do ocidente pelo papa Leão II na Basílica de São Pedro, em Roma, no ano 800, revivendo um novo império na Europa Ocidenta que reivindicava para si herança romana.

## Nicéforo I (802-811)
Nicéforo I, o Logóteta era o ministro das finanças do império e, com a deposição de Irene, imediatamente iniciou uma série de reformas administrativas e fiscais, inclusive uma reorganização dos temas. Ele sobreviveu a uma gerra civil em 803 e, como a maior parte dos imperadores bizantinos da época, se viu com uma guerra em três frentes diferentes nas mãos. Ele sofreu uma grande derrota na Batalha de Craso, na Frígia (805) e morreu na Batalha de Plisca combatendo os búlgaros.

## Sucessores de Nicéforo (811-813)
Com a morte de Nicéforo, ele foi sucedido por seu filho e co-imperador Estaurácio (811). Porém, ele havia se ferido gravemente na mesma batalha na qual o pai morreu e, depois de muita controvérsia a respeito de sua possível sucessão, ele concordou em abdicar no final de 811 em favor do marido de sua irmã Procópia, Miguel I Rangabe (r. 811–813).
Miguel I tentou soluções mais diplomáticas em detrimento das campanhas militares. Porém, mesmo tendo sobrevivido ao cã búlgaro que conseguiu eliminar seus dois antecessores, Crum, ele também acabou derrotado por ele, o que enfraqueceu muito sua posição. Consciente de uma iminente revolta, ele preferiu abdicar a ter que enfrentar o destino terrível dos imperadores depostos, terminando assim a brevíssima dinastia de Nicéforo.